# ۱۸۵ (عدد)
۱۸۵(صد و هشتاد و پنج) یک عدد طبیعی است که بعد از ۱۸۴ و قبل از ۱۸۶ قرار دارد.